# Церковь Святого Матфея (Любек)
Церковь Святого Матфея в Любеке (нем. St. Matthäi) — протестантская церковь в северной части района Занкт-Лоренц города Любек (Шлезвиг-Гольштейн), недалеко от церкви Святого Лаврентия; в связи с ростом населения города, в 1895 году было принято решение о строительстве нового храма — архитектор Хьюго Гротхофф выиграл конкурс на новое здание, расположенное на пересечении улиц Швартауэр-Аллее и Фриденштрассе. Первый камень в основание кирпичного неоготического здания был заложен в 1899 году. Церковь пережила авианалет на Любек в 1942 году, но потеряла все витражи. Здание было внесено в список памятников архитектуры в 1978 году — через два десятилетия статус памятника был распространен на весь строительный ансамбль, включающий в себя и общественный центр.

## История и описание
До конца XIX века все верующие Любека, проживавшие к западу от Хольстентора посещали старую церковь Святого Лаврентия, которая дала название всему району Занкт-Лоренц. В 1895 году, в связи с ростом населения города и района, было принято решение разделить территорию и построить две новые церкви. Церковь Святого Матфея, приход которой начитывал около 4200 человек, была сформирована в мае 1896 года — в связи с отсутствием собственного здания школьный спортзал использовался для церковных служб.
Архитектор Хьюго Гротхофф получил контракт на новое здание после проведения архитектурного конкурса: 12 февраля 1899 года был заложен первый камень в основание неоготического комплекса церковных зданий. Храм был освящен в 25 марта 1900 года; новая церковь Святого Лаврентия была освящена 6 мая того же года. Церковь Святого Матфея была внесена в список исторических памятников в 1978 году: в 1998 году охрана объекта как памятника архитектуры была распространена на весь ансамбль.